# موتوما أوهاشي
موتوما أوهاشي (باليابانية: 大橋 基史) (مواليد 24 يونيو 1987)، هو لاعب كرة قدم ياباني سابق كان يلعب كحارس مرمى.

## وصلات خارجية
- موتوما أوهاشي على موقع رابطة كرة القدم اليابانية للمحترفين (اليابانية)
- موتوما أوهاشي على موقع قاعدة بيانات كرة القدم.إي يو (الإنجليزية)
- موتوما أوهاشي على موقع Soccerway.com (الإنجليزية)
- موتوما أوهاشي على موقع عالم كرة القدم.نت (الإنجليزية)